# Cantó d'Acoua
El cantó d'Acoua és un cantó francès del departament d'ultramar de Mayotte. Abasta el municipi d'Acoua.

## Història
| Data d'elecció                           | Identitat       | Partit           | Qualitat |
| ---------------------------------------- | --------------- | ---------------- | -------- |
| 2008-                                    | Soiderdine Madi | UMP, després MDM |          |
| les dades anteriors no són pas conegudes |                 |                  |          |
|                                          |                 |                  |          |